# 水生膠鬚藻
水生膠鬚藻（學名：Rivularia aquatica）是膠鬚藻屬的一個淡水物種。